# Rhizoecus kelloggi
Rhizoecus kelloggi är en insektsart som först beskrevs av Edward MacFarlane Ehrhorn och Theodore Dru Alison Cockerell 1901.
Rhizoecus kelloggi ingår i släktet Rhizoecus och familjen ullsköldlöss. Inga underarter finns listade i Catalogue of Life.